# Discographie de Papa Roach
La discographie de Papa Roach, groupe de nu metal américain, comprend l'ensemble des disques publiés au cours de leur carrière. Elle se compose de quatorze albums (onze studio, un en concert et deux compilations) et d'une vingtaine de singles. Le groupe est actuellement constitué de Jacoby Shaddix au chant, de Jerry Horton à la guitare, de Tobin Esperance à la basse et de Tony Palermo à la batterie.

## Albums

### Albums studio
| Titre                        | Détails                                                                                    | Classement des ventes | Classement des ventes | Classement des ventes | Classement des ventes | Classement des ventes | Classement des ventes | Classement des ventes | Classement des ventes | Classement des ventes | Classement des ventes | Certifications                      |
| Titre                        | Détails                                                                                    | ALL                   | AUS                   | AUT                   | BEL                   | CAN                   | É-U                   | FRA                   | P-B                   | R-U                   | SUI                   | Certifications                      |
| ---------------------------- | ------------------------------------------------------------------------------------------ | --------------------- | --------------------- | --------------------- | --------------------- | --------------------- | --------------------- | --------------------- | --------------------- | --------------------- | --------------------- | ----------------------------------- |
| Old Friends From Young Years | - Sortie : 4 février 1997 - Label : Onion Hardcore - Format(s) : CD, K7                    | —                     | —                     | —                     | —                     | —                     | —                     | —                     | —                     | —                     | —                     |                                     |
| Infest                       | - Sortie: 25 avril 2000 - Label: DreamWorks Records - Format(s): CD, K7, téléchargement    | 5                     | 50                    | 12                    | 9                     | 5                     | 5                     | —                     | 47                    | 9                     | 16                    | : Platine : 3x Platine : 2x Platine |
| Lovehatetragedy              | - Sortie : 18 juin 2002 - Label : DreamWorks Records - Format(s) : CD, K7, téléchargement  | 6                     | 19                    | 8                     | 5                     | 5                     | 2                     | 34                    | 21                    | 4                     | 3                     | : Or                                |
| Getting Away With Murder     | - Sortie : 31 août 2004 - Label : Geffen Records - Format(s) : CD, K7, téléchargement      | 8                     | —                     | 8                     | 14                    | —                     | 17                    | 64                    | 38                    | 30                    | 13                    | : Argent : Platine                  |
| The Paramour Sessions        | - Sortie : 12 septembre 2006 - Label : Geffen Records - Format(s) : CD, K7, téléchargement | 35                    | —                     | 35                    | 69                    | —                     | 16                    | 160                   | 86                    | 61                    | 33                    |                                     |
| Metamorphosis                | - Sortie : 24 mars 2009 - Label : Interscope Records - Format(s) : CD, téléchargement      | 23                    | —                     | 12                    | 50                    | 14                    | 8                     | —                     | —                     | 42                    | 21                    |                                     |
| The Connection               | - Sortie : 2 octobre 2012 - Label : Eleven Seven Music - Format(s) : CD, téléchargement    | 27                    | —                     | 24                    | 106                   | —                     | 17                    | 163                   | 83                    | 37                    | 21                    |                                     |
| F.E.A.R.                     | - Sortie : 27 janvier 2015 - Label : Eleven Seven Music - Format(s) : CD, téléchargement   | 6                     | 29                    | 8                     | 47                    | 8                     | 15                    | 90                    | 32                    | 13                    | 8                     |                                     |
| Crooked Teeth                | - Sortie : 19 mai 2017 - Label : Eleven Seven Music - Format(s) : CD, téléchargement       | 6                     | 18                    | 6                     | 46                    | 14                    | 20                    | 191                   | 172                   | 20                    | 7                     | : Argent                            |
| Who Do You Trust ?           | - Sortie : 18 janvier 2019 - Label : Eleven Seven Music - Format(s) : CD, téléchargement   | 4                     | 42                    | 8                     | 111                   | 70                    | 73                    | 131                   | 142                   | 36                    | 3                     |                                     |
| Ego Trip                     | - Sortie : 8 avril 2022 - Label : New Noize - Format(s) : CD, téléchargement               | 14                    | —                     | 18                    | 163                   | —                     | 115                   | —                     | —                     | —                     | 9                     |                                     |

### Albums live
| Titre                 | Date de sortie | Type | Label              |
| --------------------- | -------------- | ---- | ------------------ |
| Time for Annihilation | 31 août 2010   | CD   | Eleven Seven Music |

### Compilations
| Titre                                                 | Date de sortie | Type | Label              |
| ----------------------------------------------------- | -------------- | ---- | ------------------ |
| ...To Be Loved: The Best of Papa Roach                | 29 juin 2010   | CD   | Geffen Records     |
| Greatest Hits Vol.2: The Better Noise Years 2010-2020 | 19 mars 2021   | CD   | Better Noise Music |

### EPs
| Titre                           | Date de sortie | Type           | Label             |
| ------------------------------- | -------------- | -------------- | ----------------- |
| Potatoes For Christmas          | 1994           | CD             | dB                |
| Caca Bonita                     | 1995           | CD             | dB                |
| 5 Tracks Deep                   | 1998           | CD             | Onion Hardcore    |
| Let ’Em Know                    | 1999           | CD             | Onion Hardcore    |
| She Loves Me Not                | 2002           | CD             | DreamWorks        |
| Rolling Stone Original          | 2004           | Téléchargement | DreamWorks        |
| Live Session (iTunes Exclusive) | 2007           | Téléchargement | Geffen            |
| Hit 3 Pack: Forever             | 2007           | Téléchargement | Geffen            |
| Hollywood Whore                 | 2008           | Téléchargement | DGC et Interscope |
| Lifeline                        | 2009           | Téléchargement | DGC et Interscope |
| Naked and Fearless: Acoustic EP | 2009           | Téléchargement | DGC et Interscope |
| 20/20                           | 2020           | CD             | New Noize Records |

## Singles
| Année | Single                                    | Classement des ventes | Classement des ventes | Classement des ventes | Classement des ventes | Classement des ventes | Classement des ventes | Classement des ventes | Classement des ventes | Classement des ventes | Classement des ventes | Classement des ventes | Certifications | Album                    |
| Année | Single                                    | [ 1 ]                 | [ 3 ]                 | US Hot 100            | US Alt.               | US Main.              | US Rock               | [ 19 ]                | [ 20 ]                | [ 8 ]                 | [ 9 ]                 | [ 10 ]                | Certifications | Album                    |
| ----- | ----------------------------------------- | --------------------- | --------------------- | --------------------- | --------------------- | --------------------- | --------------------- | --------------------- | --------------------- | --------------------- | --------------------- | --------------------- | -------------- | ------------------------ |
| 2000  | Last Resort                               | 4                     | 7                     | 57                    | 1                     | 4                     | —                     | —                     | 13                    | 32                    | 3                     | 25                    | : Platine      | Infest                   |
| 2000  | Broken Home                               | 34                    | 42                    | —                     | 9                     | 18                    | —                     | —                     | —                     | —                     | —                     | 96                    |                | Infest                   |
| 2001  | Between Angels and Insects                | 94                    | —                     | —                     | 16                    | 27                    | —                     | —                     | 20                    | —                     | 17                    | —                     |                | Infest                   |
| 2001  | Dead Cell                                 | —                     | —                     | —                     | —                     | —                     | —                     | —                     | —                     | —                     | —                     | —                     |                | Infest                   |
| 2002  | She Loves Me Not                          | 47                    | —                     | 76                    | 5                     | 3                     | —                     | 20                    | 23                    | 62                    | 14                    | 72                    |                | Lovehatetragedy          |
| 2002  | Time and Time Again                       | —                     | —                     | —                     | 33                    | 26                    | —                     | —                     | 33                    | —                     | 54                    | —                     |                | Lovehatetragedy          |
| 2004  | Getting Away With Murder                  | 38                    | 28                    | 69                    | 4                     | 2                     | —                     | —                     | —                     | 89                    | 45                    | —                     |                | Getting Away With Murder |
| 2004  | Scars                                     | 82                    | —                     | 15                    | 2                     | 4                     | —                     | —                     | —                     | —                     | —                     | —                     | : Argent : Or  | Getting Away With Murder |
| 2005  | Take Me                                   | —                     | —                     | —                     | 23                    | 11                    | —                     | —                     | —                     | —                     | —                     | —                     |                | Getting Away With Murder |
| 2006  | ...To Be Loved                            | —                     | —                     | 116                   | 14                    | 8                     | —                     | —                     | —                     | —                     | 171                   | —                     |                | The Paramour Sessions    |
| 2007  | Forever                                   | —                     | —                     | 55                    | 2                     | 2                     | —                     | —                     | —                     | —                     | —                     | —                     |                | The Paramour Sessions    |
| 2007  | Time Is Running Out                       | —                     | —                     | —                     | 17                    | 15                    | —                     | —                     | —                     | —                     | —                     | —                     |                | The Paramour Sessions    |
| 2008  | Reckless                                  | —                     | —                     | —                     | —                     | 40                    | —                     | —                     | —                     | —                     | —                     | —                     |                | The Paramour Sessions    |
| 2008  | Hollywood Whore                           | —                     | —                     | —                     | —                     | 37                    | —                     | —                     | —                     | —                     | 139                   | —                     |                | Metamorphosis            |
| 2009  | Lifeline                                  | —                     | —                     | 81                    | 3                     | 1                     | 5                     | —                     | —                     | —                     | —                     | —                     |                | Metamorphosis            |
| 2009  | I Almost Told You That I Loved You        | —                     | —                     | —                     | 35                    | 20                    | 32                    | —                     | —                     | —                     | —                     | —                     |                | Metamorphosis            |
| 2009  | Had Enough                                | —                     | —                     | —                     | —                     | —                     | —                     | —                     | —                     | —                     | —                     | —                     |                | Metamorphosis            |
| 2010  | Kick in the Teeth                         | —                     | —                     | —                     | 18                    | 2                     | 6                     | —                     | —                     | —                     | —                     | —                     |                | Time for Annihilation    |
| 2010  | Burn                                      | —                     | —                     | —                     | 17                    | 3                     | 8                     | —                     | —                     | —                     | —                     | —                     |                | Time for Annihilation    |
| 2011  | No Matter What                            | —                     | —                     | —                     | —                     | 9                     | 18                    | —                     | —                     | —                     | —                     | —                     |                | Time for Annihilation    |
| 2012  | Still Swingin'                            | —                     | —                     | —                     | 32                    | 3                     | 22                    | —                     | —                     | —                     | —                     | —                     |                | The Connection           |
|       | Where Did the Angels Go                   | —                     | —                     | —                     | —                     | 2                     | —                     | —                     | —                     | —                     | —                     | —                     |                | The Connection           |
| 2013  | Leader of the Broken Hearts               | —                     | —                     | —                     | —                     | 4                     | —                     | —                     | —                     | —                     | —                     | —                     |                | The Connection           |
| 2014  | Face Everything And Rise                  | —                     | —                     | —                     | —                     | 1                     | —                     | —                     | —                     | —                     | —                     | —                     |                | F.E.A.R.                 |
| 2015  | Gravity                                   | —                     | —                     | —                     | —                     | 5                     | 28                    | —                     | —                     | —                     | —                     | —                     |                | F.E.A.R.                 |
| 2015  | Falling Apart                             | —                     | —                     | —                     | —                     | 7                     | —                     | —                     | —                     | —                     | —                     | —                     |                | F.E.A.R.                 |
| 2017  | Help                                      | —                     | —                     | —                     | 37                    | 1                     | 15                    | —                     | —                     | —                     | —                     | —                     | : Or           | Crooked Teeth            |
| 2017  | American Dreams                           | —                     | —                     | —                     | —                     | 3                     | —                     | —                     | —                     | —                     | —                     | —                     |                | Crooked Teeth            |
| 2017  | Born for Greatness                        | —                     | —                     | —                     | —                     | 1                     | 22                    | —                     | —                     | —                     | —                     | —                     |                | Crooked Teeth            |
| 2018  | Who Do You Trust?                         | —                     | —                     | —                     | —                     | 3                     | —                     | —                     | —                     | —                     | —                     | —                     |                | Who Do You Trust?        |
| 2018  | Elevate                                   | —                     | —                     | —                     | —                     | 4                     | —                     | —                     | —                     | —                     | —                     | —                     |                | Who Do You Trust?        |
| 2019  | Come Around                               | —                     | —                     | —                     | —                     | 1                     | 30                    | —                     | —                     | —                     | —                     | —                     |                | Who Do You Trust?        |
| 2020  | The Ending                                | —                     | —                     | —                     | —                     | 1                     | —                     | —                     | —                     | —                     | —                     | —                     |                | Who Do You Trust?        |
| 2021  | Domination (with Kayzo and Sullivan King) | —                     | —                     | —                     | —                     | —                     | —                     | —                     | —                     | —                     | —                     | —                     |                |                          |
| 2021  | Swerve (feat. Fever 333 et Sueco)         | —                     | —                     | —                     | —                     | 35                    | —                     | —                     | —                     | —                     | —                     | —                     |                | Ego Trip                 |
| 2021  | Kill The Noise                            | —                     | —                     | —                     | 33                    | 1                     | 26                    | —                     | —                     | —                     | —                     | —                     |                | Ego Trip                 |
| 2022  | Stand Up                                  | —                     | —                     | —                     | —                     | 12                    | —                     | —                     | —                     | —                     | —                     | —                     |                | Ego Trip                 |
| 2022  | No Apologies                              | —                     | —                     | —                     | —                     | —                     | —                     | —                     | —                     | —                     | —                     | —                     |                | Ego Trip                 |

## Clips vidéo
| Année | Chanson                            | Réalisateur                  | Album                                        |
| ----- | ---------------------------------- | ---------------------------- | -------------------------------------------- |
| 1999  | Legacy                             |                              | Let 'Em Know                                 |
| 2000  | Last Resort                        | Marcos Siega                 | Infest                                       |
| 2000  | Broken Home                        | Marcos Siega                 | Infest                                       |
| 2001  | Between Angels and Insects         | Joseph Kahn                  | Infest                                       |
| 2002  | She Loves Me Not                   | Dave Meyers                  | Lovehatetragedy                              |
| 2002  | Time and Time again                | Samuel Bayer                 | Lovehatetragedy                              |
| 2004  | Getting Away With Murder           | Motion Theory                | Getting Away With Murder                     |
| 2005  | Scars                              | Steve Murashige              | Getting Away With Murder                     |
| 2006  | To Be Loved                        | Kevin Kerslake               | The Paramour Sessions                        |
| 2007  | Forever                            | Meiert Avis                  | The Paramour Sessions                        |
| 2008  | Hollywood Whore                    | Jesse Davey                  | Metamorphosis                                |
| 2009  | Lifeline                           | Chris Sims                   | Metamorphosis                                |
| 2009  | I Almost Told You That I Loved You | Colin Minihan                | Metamorphosis                                |
| 2010  | Kick in the Teeth                  | Shane Drake                  | Time For Annihilation                        |
| 2010  | Burn                               | Jesse Davey                  | Time For Annihilation                        |
| 2011  | No Matter What                     | Jesse Davey                  | Time For Annihilation                        |
| 2011  | One Track Mind                     |                              | Time For Annihilation                        |
| 2012  | Still Swingin'                     | David Brodsky                | The Connection                               |
| 2012  | Where Did The Angels Go            | Ezio Lucido                  | The Connection                               |
| 2012  | Before I Die                       | Ezio Lucido                  | The Connection                               |
| 2013  | Leader of the Broken Hearts        | Ezio Lucido                  | The Connection                               |
| 2014  | Face Everything and Rise           | Ezio Lucido & Jacoby Shaddix | F.E.A.R.                                     |
| 2015  | Gravity                            | Ezio Lucido & Jacoby Shaddix | F.E.A.R.                                     |
| 2016  | Falling Apart                      | Jesse Davey                  | F.E.A.R.                                     |
| 2017  | Crooked Teeth                      | Bryson Roatch                | Crooked Teeth                                |
| 2017  | Help                               | Darren Craig                 | Crooked Teeth                                |
| 2017  | Periscope (feat. Skylar Grey)      | Darren Craig                 | Crooked Teeth                                |
| 2017  | American Dreams                    | Bryson Roatch                | Crooked Teeth                                |
| 2017  | Traumatic                          | Bryson Roatch                | Crooked Teeth                                |
| 2018  | My Medication                      | Bryson Roatch                | Crooked Teeth                                |
| 2018  | Born For Greatness                 | Bryson Roatch                | Crooked Teeth                                |
| 2018  | None Of The Above                  | Bryson Roatch                | Crooked Teeth                                |
| 2018  | Who Do You Trust?                  | Darren Craig                 | Who Do You Trust?                            |
| 2019  | Elevate                            | Caleb Mallery                | Who Do You Trust?                            |
| 2019  | Not The Only One                   | Bryson Roatch                | Who Do You Trust?                            |
| 2019  | Come Around                        | Bryson Roatch                | Who Do You Trust?                            |
| 2020  | Top of the World                   | Bryson Roatch                | Who Do You Trust?                            |
| 2020  | Feel Like Home                     | Bryson Roatch                | Who Do You Trust?                            |
| 2021  | Broken As Me (feat. Danny Worsnop) |                              | Greatest Hits Vol. 2: The Better Noise Years |
| 2021  | Swerve (feat. Fever 333 et Sueco)  | Darren Craig                 | Ego Trip                                     |
| 2021  | Kill The Noise                     | Bryson Roatch                | Ego Trip                                     |
| 2022  | Stand Up                           | Bryson Roatch                | Ego Trip                                     |
| 2022  | Cut the Line                       | Bryson Roatch                | Ego Trip                                     |